# Dévastation
La Dévastation est un cuirassé de la Marine française, navire de tête de la classe Dévastation, construit sur le chantier naval de Lorient à partir de 1875.
Sa voilure se compose de trois mâts à voiles carrées, focs et beaupré. Vu de profil, les deux cheminées côte-à-côte ne semblaient faire qu'une au contraire des cuirassés plus classiques avec des cheminées l'une derrière l'autre. Elles se situaient entre le mât de misaine et le grand mât.

## Contexte du projet
En 1871, l'ingénieur du génie maritime Louis de Bussy propose au ministre les plans de navires cuirassés en acier, qui se substitue au fer. Différentes épaisseurs d'acier sont prévues suivant les spécifications, ce qui diminue le tirant d'eau. Les plans acceptés, les cinq années qui suivent donnent naissance à un nouveau type de navire, au nombre desquels se comptent Le Redoutable, puis la Dévastation, le Courbet et les trois exemplaires de chacune des classes Tonnerre et Tempête.

## Conception
C'est le développement des cuirassés gardant un gréement trois-mâts, mais avec une batterie d'artillerie lourde installée au centre du navire, protégée par une succession de barbettes sur chaque flanc recevant une artillerie secondaire. Le blindage est en acier. La ceinture est de 380 mm maximum au centre jusqu'à 220 mm aux extrémités. Sur l'avant la ceinture recouvrait l'éperon.

## Histoire
La Dévastation est le second navire de guerre français à porter ce nom. Il a été essentiellement affecté à l'Escadre de la Méditerranée avec comme port d'attache Toulon.
De retour à Lorient, il accueille en octobre 1914 des prisonniers allemands. Il est, après guerre, vendu à un industriel allemand. Cependant, pendant son remorquage vers l'Allemagne, il s'échoue le 5 mai 1922 à Larmor-Plage. L'épave est aujourd'hui encore visible à marée basse sur la plage de Toulhars, et parfois utilisée pour la plongée sous-marine.

## Commandement
| Date              | Commandement                                                   |
| ----------------- | -------------------------------------------------------------- |
| 6 octobre 1880    | Capitaine de vaisseau Rallier                                  |
| 18 août 1882      | Capitaine de vaisseau Boucheron de Boissondy                   |
| 16 décembre 1882  | Capitaine de vaisseau Olliver                                  |
| 25 décembre 1884  | Capitaine de vaisseau Dupuis                                   |
| 31 janvier 1885   | Capitaine de vaisseau Le Bourgeois                             |
| 11 décembre 1886  | Capitaine de vaisseau Dieulouard                               |
| 27 décembre 1887  | Capitaine de vaisseau Boulineau                                |
| 26 novembre 1890  | Capitaine de vaisseau Abraham-Léon-Armand Floucaud de Fourcroy |
| 27 août 1891      | Capitaine de vaisseau Camille Gigon                            |
| 24 septembre 1892 | Capitaine de vaisseau Caillard                                 |
| 20 février 1893   | Capitaine de vaisseau Marquis                                  |
| 13 juin 1893      | Capitaine de vaisseau Pissère                                  |
| 9 mars 1895       | Capitaine de vaisseau Antoine                                  |
| 19 mars 1896      | Capitaine de vaisseau Bellue                                   |
| 20 mai 1897       | Capitaine de vaisseau Cordier                                  |
| 29 novembre 1897  | Capitaine de vaisseau Fortin                                   |
| 26 janvier 1901   | Capitaine de vaisseau Simon                                    |